# Sokółka (gmina)
Sokółka – gmina miejsko-wiejska w województwie podlaskim, w powiecie sokólskim. W latach 1975–1998 gmina położona była w województwie białostockim.
Siedziba gminy to Sokółka.
Według danych z 30 czerwca 2004 gminę zamieszkiwało 26 647 osób. Natomiast według danych z 31 grudnia 2019 roku gminę zamieszkiwały 25 352 osoby.

## Struktura powierzchni
Według danych z roku 2002 gmina Sokółka ma obszar 313,62 km², w tym:
- użytki rolne: 70%
- użytki leśne: 20%

Gmina stanowi 15,27% powierzchni powiatu.

## Demografia

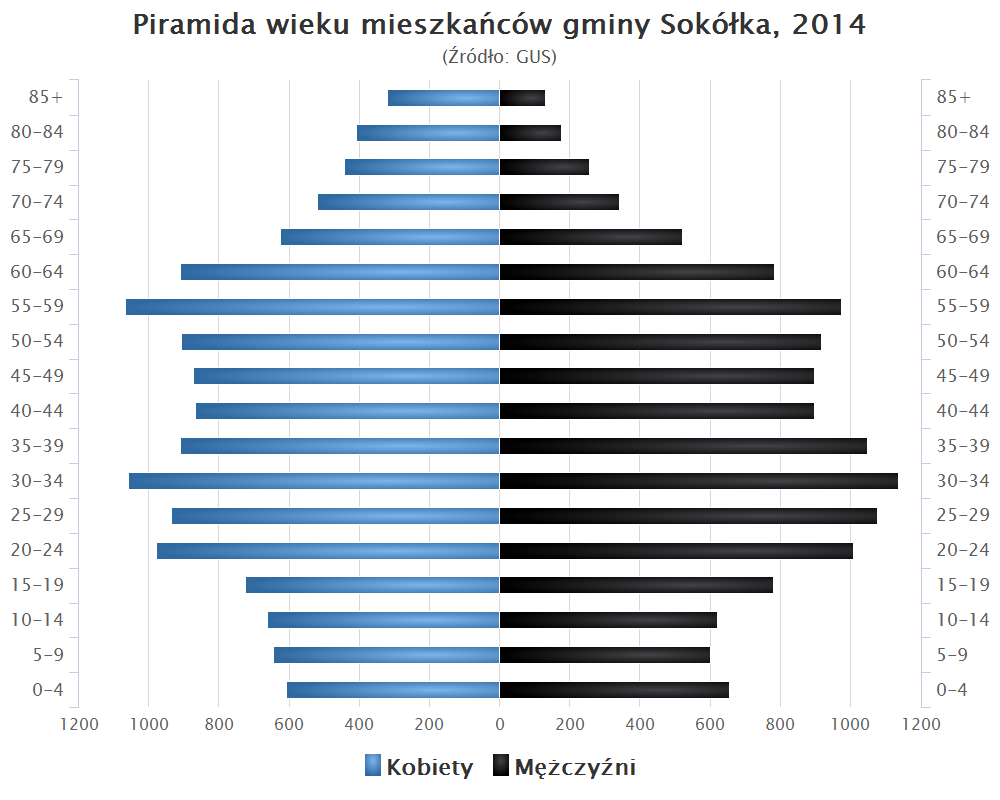
Piramida wieku mieszkańców gminy Sokółka w 2014 roku

Dane z 30 czerwca 2004:
| Opis                              | Ogółem | Ogółem | Kobiety | Kobiety | Mężczyźni | Mężczyźni |
| --------------------------------- | ------ | ------ | ------- | ------- | --------- | --------- |
| jednostka                         | osób   | %      | osób    | %       | osób      | %         |
| populacja                         | 26 647 | 100    | 13 633  | 51,2    | 13 014    | 48,8      |
| gęstość zaludnienia (mieszk./km²) | 85     | 85     | 43,5    | 43,5    | 41,5      | 41,5      |

## Miejscowości
Sołectwa: Bachmatówka, Bilwinki, Bobrowniki, Bogusze, Bohoniki, Drahle, Dworzysk, Geniusze, Gilbowszczyzna, Gliniszcze Małe, Gliniszcze Wielkie, Hałe, Igryły, Jałówka, Janowszczyzna, Jelenia Góra, Kantorówka, Kraśniany, Kundzicze, Kundzin, Kurowszczyzna, Lebiedzin, Lipina, Malawicze Dolne, Malawicze Górne, Miejskie Nowiny, Nomiki, Nowa Kamionka, Nowa Rozedranka, Orłowicze, Pawełki, Planteczka, Plebanowice, Podkamionka, Polanki, Poniatowicze, Puciłki, Sierbowce, Słojniki, Smolanka, Sokolany, Stara Kamionka, Stara Moczalnia, Stara Rozedranka, Stary Szor, Straż, Szyndziel, Szyszki, Wierzchjedlina, Wojnachy, Woroniany, Wysokie Laski, Zadworzany, Zaśpicze, Zawistowszczyzna, Żuki.
Miejscowości niesołeckie: Boguszowski Wygon, Dąbrówka, Gnidzin, Halańskie Ogrodniki, Karcze, Kundzin Kościelny, Kuryły, Lipowa Góra, Maślanka, Mićkowa Hać, Nowa Moczalnia, Nowinka, Ostrówek, Pawłowszczyzna, Podjałówka, Podjanowszczyzna, Podkantorówka, Pogibło, Starzynka, Stodolne, Ściebielec, Tartak, Tatarszczyzna, Wierzchłowce, Wilcza Jama, Wroczyńszczyzna, Zamczysk, Zaścianki k. Bogusz, Zaścianki k. Kurowszczyzny.

## Religia
Na terenie gminy Sokółka działalność religijną prowadzą następujące Kościoły i związki wyznaniowe:
- Kościół rzymskokatolicki:
  - Parafia św. Antoniego Padewskiego w Sokółce
  - Parafia Najświętszego Ciała i Krwi Chrystusa w Sokółce
  - Parafia Wniebowzięcia Najświętszej Maryi Panny w Sokółce
  - Parafia Narodzenia Najświętszej Maryi Panny w Kundzinie
  - Parafia Matki Bożej Nieustającej Pomocy i św. Rocha w Lipinie
  - Parafia Przemienienia Pańskiego w Sokolanach
  - Parafia Najświętszego Serca Pana Jezusa w Rozedrance Starej
- Polski Autokefaliczny Kościół Prawosławny:
  - parafia św. Aleksandra Newskiego
- Świadkowie Jehowy:
  - zbór w Sokółce (Sala Królestwa ul. Wierzbowa 2)[8]

## Sąsiednie gminy
Czarna Białostocka, Janów, Kuźnica, Sidra, Supraśl, gmina Szudziałowo. Gmina sąsiaduje z Białorusią.